# Sack AS-6
Die Sack AS-6 war der Prototyp eines ungewöhnlichen deutschen Kreisflügelflugzeugs, des sogenannten Fliegenden Bierdeckels, mit kreisförmiger Flügelfläche.

## Entwicklung
Der Name geht auf den Entwickler Arthur Sack zurück, der in seinen jungen Jahren die Idee hatte, ein neuartiges Flugzeug mit besonderen Eigenschaften zu entwickeln. Ab 1939 baute er sechs Modelle des unkonventionellen Fluggeräts. Das erste Modell AS-1, das nicht selbstständig starten konnte und sehr schlechte Flugeigenschaften hatte, stellte er auf dem Flughafen Leipzig-Mockau im Juni 1939 während des ersten nationalen Wettbewerbs für Flugmodelle vor. Ernst Udet, der von der fliegenden Scheibe fasziniert war, ermutigte Arthur Sack seine Forschungen weiterzuführen, indem er ihm offizielle Unterstützung in Aussicht stellte. Daraufhin baute er vier weitere Maschinen in einem größeren Maßstab.
Anfang 1944 wurde bei den Mitteldeutschen Motorenwerken in Leipzig das sechste Modell AS-6 V1 als erster bemannter Prototyp gebaut. Das V1 im Namen hatte keinen Bezug zu den damaligen Vergeltungswaffen, sondern bezog sich auf das erste Versuchsmuster. Das Cockpit, der Pilotensitz und das Fahrwerk kamen von einer dafür ausgeschlachteten Messerschmitt Bf 109. Angetrieben wurde es durch einen Argus As 10 C-3 (240 PS) mit hölzernem Zwei-Blatt-Propeller.
Endmontage und Abstimmarbeiten erfolgten auf dem Militärflugplatz bei Brandis. Anfang Februar 1944 führte Rudolf Baltabol von der ATG Rollversuche mit der AS-6 V1 durch. Es kam dabei zu Beschädigungen am Fluggerät, da die Wirkung der Ruder nicht ausreichend war. Anschließend wurden von der 1200 m langen Startbahn in Brandis fünf Startversuche unternommen. Dabei fand man heraus, dass die Steuerflächen im Strömungsschatten der Scheibe lagen und deshalb nicht funktionieren konnten. Während des letzten Tests brach auch noch das rechte Fahrwerksbein. Es wurde beschlossen, den Strömungswinkel zu vergrößern, da man wegen der kriegsbedingten Beschränkungen kein leistungsstärkeres Triebwerk bekommen konnte. Der Testpilot meinte, dass man das Fahrwerk um 20 cm nach hinten versetzen solle; wegen der Lage der Spanten wurden es allerdings 40 cm. Jedoch erschien dies Baltabol wegen der Gefahr eines Abkippens der Maschine nach vorne als zu gefährlich. Zum Ausgleich wurden die Bremsen einer Junkers Ju 88 eingebaut, hinter dem dritten Spant zusätzlich 70 kg Ballast platziert und die Leitwerksfläche mit 20 mm Wellblech vergrößert. Am 16. April 1944 fand auf der 700 m langen Landebahn in Brandis der dritte Startversuch statt: Es war windstill, und das Fluggerät rollte 500 m weit und machte dabei einen kleinen Hüpfer. Beim vierten Startversuch war zwar der Hüpfer noch größer, aber durch die Drehrichtung des Propellers brach das Fluggerät nach links aus. Die Hoffnung des Testpiloten war dahin und er bestand auf den Einbau eines leistungsstärkeren Triebwerks und weiterer Versuche in einem Windkanal. Arthur Sack jedoch versuchte die Probleme auf herkömmliche Art und Weise zu lösen.
Im Sommer 1944 wurde die 1. Staffel des Jagdgeschwaders 400 mit dem neuen Raketenjäger Messerschmitt Me 163 in Brandis stationiert. Da die Kampfpiloten der Messerschmitt Me 163 es gewohnt waren, schwierige Starts von Flugzeugen mit geringer Spannweite durchzuführen, dauerte es nicht lange, bis diese ihr Glück mit der AS-6 V1 versuchten. Sie gaben dem Flugzeug den Beinamen „Fliegender Bierdeckel“. Beim Startversuch von Oberleutnant Franz Rössle brach das Fahrwerk ein weiteres Mal. Letztendlich missglückten alle dokumentierten Tests, was teils auf die unzureichende Motorleistung zurückgeführt wurde. Es wurde nie von einem geglückten Start, sondern immer nur von einigen kurzen Hüpfern berichtet.
Durch einen schweren Luftangriff im Winter 1944/45 wurde die AS-6 V1 beschädigt. Ihr Holz wurde für andere Zwecke wiederverwendet, während die Metallteile auf dem Schrottplatz landeten. Beim Einmarsch der Alliierten in Brandis im April 1945 fanden sich deshalb keine Spuren des Projekts mehr.
Die Sack AS-6 hat wegen ihres futuristischen Aussehens maßgeblich die Verbreitung der Legende um die Reichsflugscheibe gefördert.

## Technische Daten

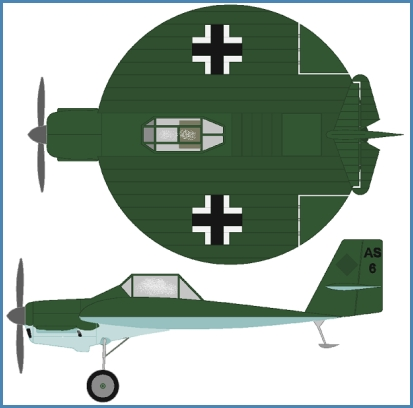
Farbige Zweiseitenansicht

| Kenngröße             | Daten                                   |
| --------------------- | --------------------------------------- |
| Besatzung             | 1                                       |
| Länge                 | 6,4 m                                   |
| Spannweite            | 5,0 m                                   |
| Höhe                  | 2,56 m                                  |
| Flügelfläche          | 19,62 m²                                |
| Flügelstreckung       | 1,3                                     |
| Leermasse             | 520 kg (ermittelt)                      |
| Startmasse            | 900 kg                                  |
| Triebwerk             | ein Argus As 10 C-3 mit 240 PS (177 kW) |
| Kraftstoffvolumen     | 60 l                                    |
| Höchstgeschwindigkeit | 250–280 km/h (geschätzt)                |
| Flugdauer             | 1 h                                     |